# Tafeltennis op de Paralympische Zomerspelen 1968
De IIIe Paralympische Spelen werden in 1968 gehouden in Tel Aviv, Israël. De bedoeling was dat de spelen, net zoals de Olympische Spelen dat jaar in Mexico-Stad (Mexico) gehouden zouden worden. Maar de Mexicaanse regering zag ervan af vanwege de moeilijkheden die het met zich meebracht. 
Het boogschieten stond dit jaar ook voor de derde keer op het programma, en was een van de 10 sporten die op het programma stonden.

## Evenementen
In totaal waren er 15 onderdelen op de Paralympics in 1960 bij het tafeltennis; acht voor mannen en zeven voor vrouwen
Mannen, individueel
- Klasse A1
- Klasse A2
- Klasse B
- Klasse C

Mannen, dubbel
- Klasse A1
- Klasse A2
- Klasse B
- Klasse C

Vrouwen, individueel
- Klasse A1
- Klasse A2
- Klasse B
- Klasse C

Vrouwen, dubbel
- Klasse A2
- Klasse B
- Klasse C

## Mannen

### Dubbel
| Rank | Land             |
| ---- | ---------------- |
| 1    | Verenigde Staten |
| 2    | Nederland        |
| 2    | Verenigde Staten |

| Rank | Land                |
| ---- | ------------------- |
| 1    | Verenigd Koninkrijk |
| 2    | West-Duitsland      |
| 3    | Zwitserland Israël  |

| Rank | Land                |
| ---- | ------------------- |
| 1    | West-Duitsland      |
| 2    | Verenigd Koninkrijk |
| 3    | Italië Israël       |

| Rank | Land                  |
| ---- | --------------------- |
| 1    | Israël                |
| 2    | België                |
| 3    | Italië West-Duitsland |

### Individueel
| Klasse    | land | Goud          | land | Zilver            | land    | Brons                           |
| --------- | ---- | ------------- | ---- | ----------------- | ------- | ------------------------------- |
| Klasse A1 | NED  | Post          | NOR  | Jan Erik Stenberg | SUI USA | Rainer Kueschall McNichol       |
| Klasse A2 | FRG  | Manfred Emmel | SWE  | Nilsson           | AUT ISR | Walter Sailer J. Sharav         |
| Klasse B  | GBR  | P. Lyall      | FRG  | Heinz Simon       | GBR ITA | G. Monoghan Giovanni Ferraris   |
| Klasse C  | ISR  | Baruch Hagai  | BEL  | Richard de Zutter | IRL ITA | Jimmy Gibson Giovanni Berghella |

## Vrouwen

### Dubbel
| Rank | Land                     |
| ---- | ------------------------ |
| 1    | Israël                   |
| 2    | Verenigd Koninkrijk      |
| 2    | Verenigde Staten Ierland |

| Rank | Land                       |
| ---- | -------------------------- |
| 1    | Oostenrijk                 |
| 2    | Verenigd Koninkrijk        |
| 3    | Verenigd Koninkrijk Italië |

| \| Rank \| Land \| \| ---- \| ------------------- \| \| 1 \| Verenigd Koninkrijk \| \| 2 \| Australië \| \| 3 \| België Italië \| |                     |
| Rank | Land                |
| 1 | Verenigd Koninkrijk |
| 2 | Australië           |
| 3 | België Italië       |

### Individueel
| Klasse    | land | Goud      | land | Zilver       | land    | Brons                       |
| --------- | ---- | --------- | ---- | ------------ | ------- | --------------------------- |
| Klasse A1 | NED  | Noordam   | IRL  | White        | USA RHO | Moore Sandra Coppard        |
| Klasse A2 | ISR  | Angel     | NOR  | Tora Lysoe   | RSA IRL | Hattingh Rosaleen Gallagher |
| Klasse B  | AUT  | R. Kuhnel | ISR  | M. Escapa    | AUT GBR | Ingrid Voboril Marsham      |
| Klasse C  | SWE  | Lindstrom | GBR  | Carol Bryant | BEL ISR | Lampo Mishani               |

Atletiek · Basketbal · Boogschieten · Dartchery · Gewichtheffen · Koersbal · Schermen · Snooker · Tafeltennis · Zwemmen
Rome 1960 ·
Tokio 1964 ·
Tel Aviv 1968 ·
Heidelberg 1972 ·
Toronto 1976 ·
Arnhem 1980 ·
New York & Stoke Mandeville 1984 ·
Seoel 1988 ·
Barcelona 1992 ·
Atlanta 1996 ·
Sydney 2000 ·
Athene 2004 ·
Peking 2008 ·
Londen 2012 ·
Rio de Janeiro 2016 ·
Tokio 2020 ·
Parijs 2024 ·
Los Angeles 2028